# تپه گرانشی

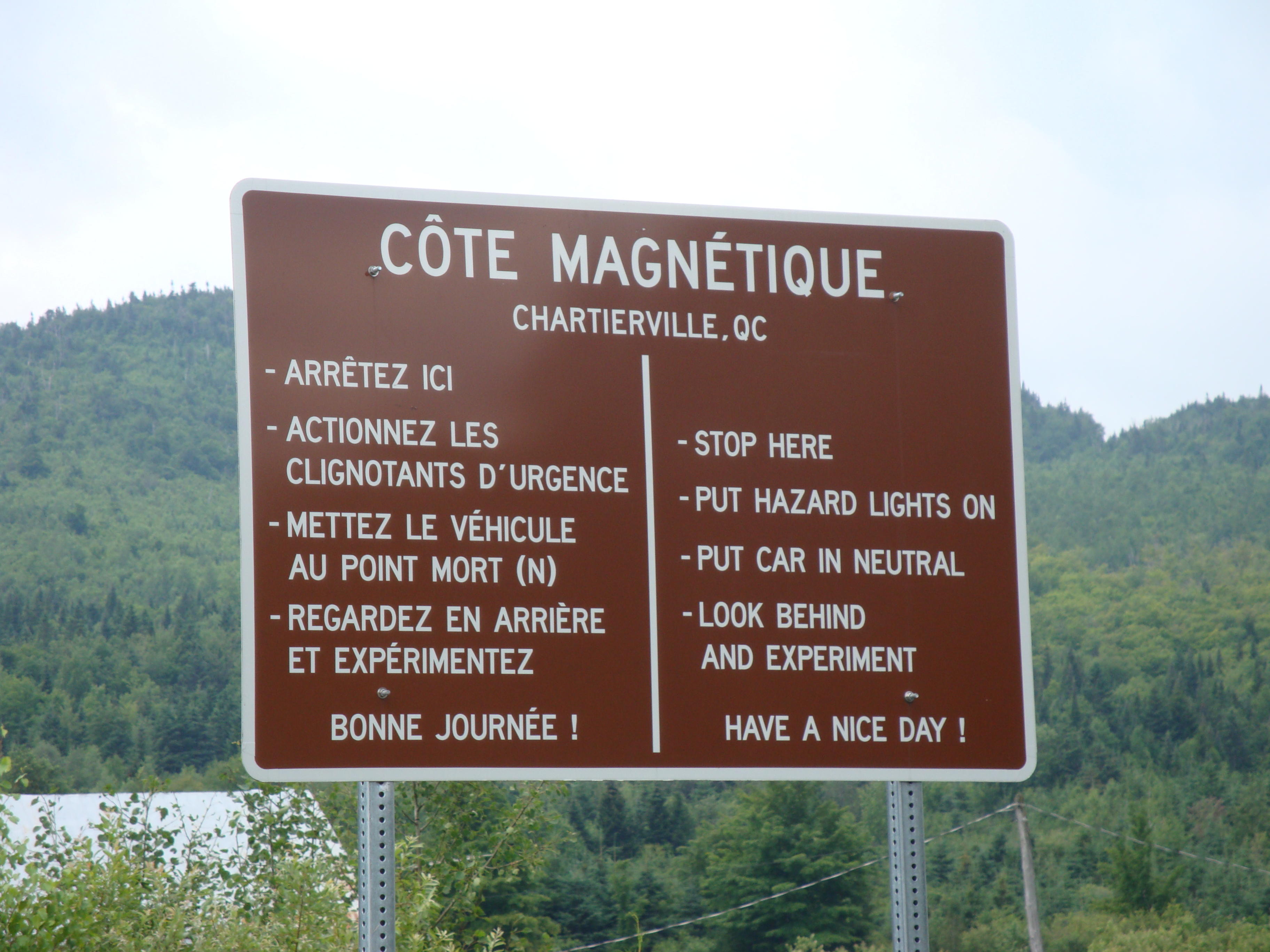
یک تابلو در شهر شارتیه‌ویل، کبک. برروی تابلو نوشته شده: بایستید، چراغ خطر خود را روشن کنید، خودرو را حالت خلاص قرار دهید، به عقب نگاه کنید و از تجربه‌تان لذت ببرید.

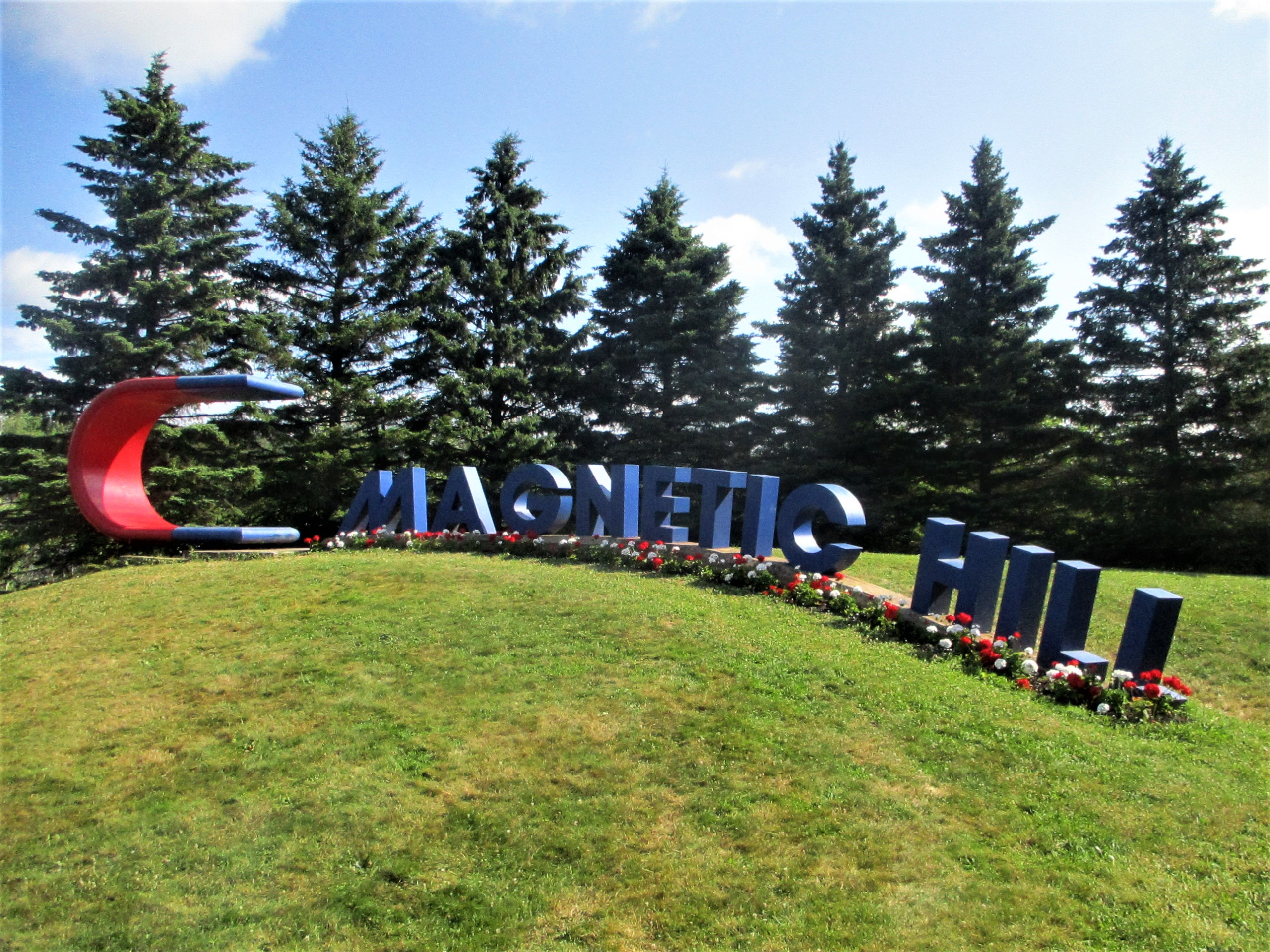
تپه گرانشی در مونکتون استان نیوبرانزویک کانادا

توهم تپهٔ گرانشی (به انگلیسی: Gravity hill) که با نام‌های تپهٔ مغناطیسی، تپهٔ مرموز، جاذبه معکوس، ضد جاذبه نیز شناخته می‌شود؛ به سرازیری‌ای گفته می‌شود که به دلیل حالت خاص تپوگرافی محیط اطراف آن، خطای دید به وجود آورده و بیننده دچار توهم می‌شود که در سربالایی قرار دارد. در جاده‌هایی که این توهم در آن اتفاق می‌افتد، اگر رانندگان خودروهای خود را در حالت خلاص قرار دهند، به نظر می‌رسد که خودرو در حال حرکت برخلاف جهت شیب جاده است. صدها تپه گرانشی شناخته شده در سراسر جهان وجود دارد.
این توهم دیداری در مناطق مختلفی از جهان شایع است به طوری که بعضی از عامهٔ مردم به غلط معتقد هستند ماجرای این تپه‌ها به یک تغییر ناگهانی در نیروی جاذبهٔ زمین برمی‌گردد. عده‌ای هم می‌گویند به‌دلیل نوسان در میدان مغناطیسی یا نیروهای ماورا است.
تحقیقی که نشریهٔ «فیزیولوژیکال ساینس» (Psychological Scuence) در سال ۲۰۰۳ به چاپ رساند، حاکی از آن بود که توهم تپهٔ گرانشی معمولاً در اثر دو اتفاق رخ می‌دهد.
نخست، افق باعث این توهم می‌شود. به این معنی که اگر شما بتوانید نقطهٔ ناپدید شدن جاده را روی خط افق ببینید، مغز شما افق را یک خط صاف می‌بیند و می‌انگارد، حتی اگر خط افق شیب تندی داشته باشد. همچنین، صرف نظر از شیب واقعی، اگر خط افق به سمت بالا باشد، به نظر شما می‌رسد که شیب آن به‌طرف پایین است، و برعکس این هم اتفاق می‌افتد.
این تحقیق می‌گوید دلیل دوم شیب متنی است؛ یعنی این‌که شما شیب این تپه را براساس شیب دور و اطراف آن تفسیر می‌کنید. به عبارت دیگر ، هنگامی که جاده در کنار شیب تند قرار گرفته باشد، یا کنار سراشیبی باشد، شیب جاده رو به بالا به نظر می‌رسد.
به طور کلی، چشم‌انداز کلی ذهن انسان را فریب می‌دهد و باعث این تصور می‌شود که جاده سراشیبی است. 
این توهم تقربیا شبیه به توهم «اتاق ایمز» است.

## فهرست تپه‌های گرانشی

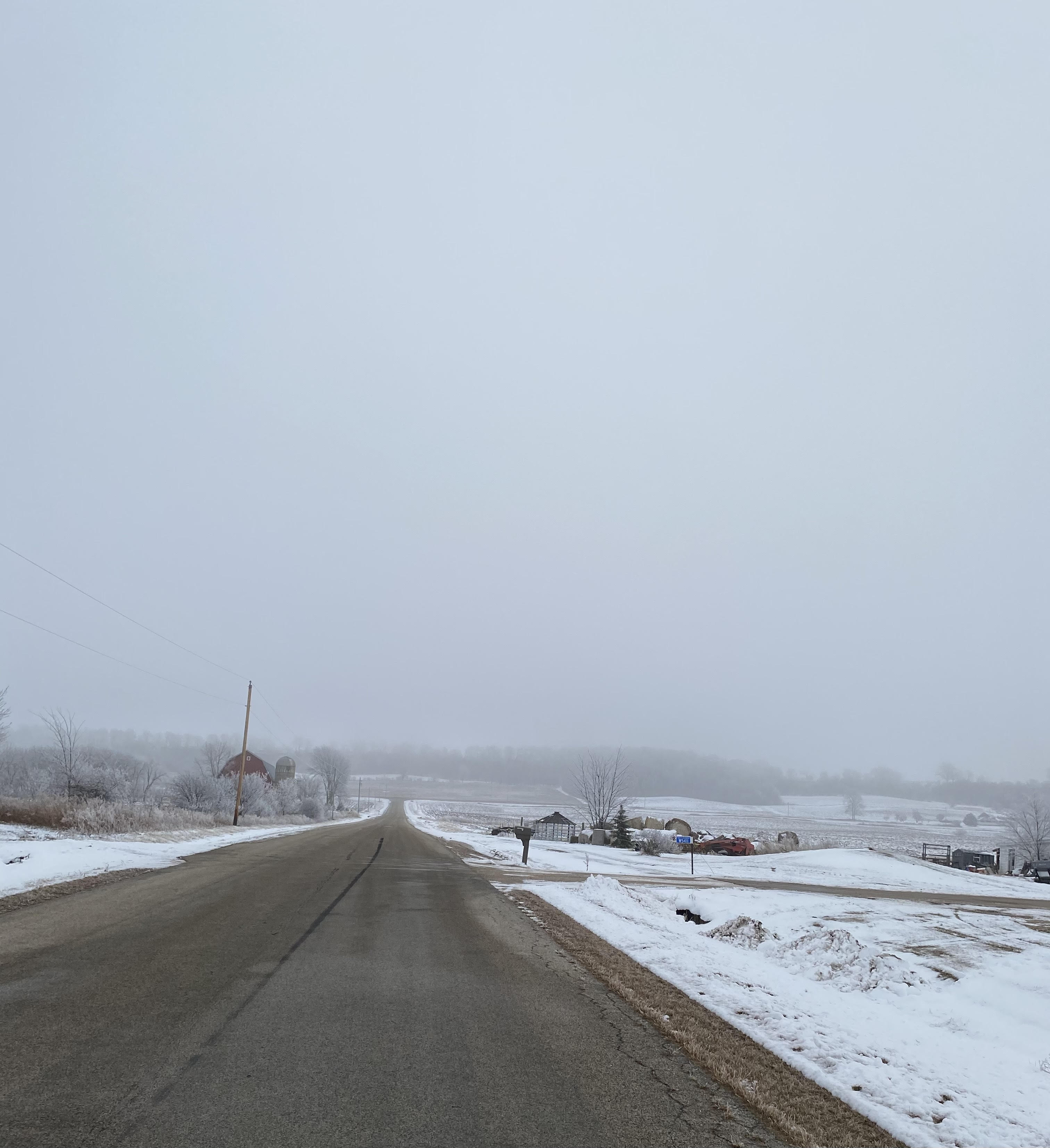
به نظر می‌رسد که جاده سرازیری است، اما در اصل جاده به سمت بالا می‌رود.

### ایران
- جادهٔ مشکین شهر به هریس، استان اردبیل